# Bico-chato-de-orelha-preta
Bico-chato-de-orelha-preta (nome científico: Tolmomyias sulphurescens) é uma espécie sul-americana de ave passeriforme da família dos tiranídeos. Tais aves possuem a região dorsal verde, margens das asas amarelas, região ventral amarelo-pálida com coroa acinzentada e mancha auricular escura.